# Interessenausgleich (Betriebsverfassungsgesetz)
Der Interessenausgleich ist ein Instrument der betrieblichen Mitbestimmung nach dem Betriebsverfassungsgesetz (BetrVG) im deutschen Arbeitsrecht. Dieses Beteiligungsrecht gehört zur Gruppe der Beteiligungsrechte des Betriebsrats in wirtschaftlichen Angelegenheiten (§ 106 bis § 113 BetrVG). Die Beteiligung des Betriebsrats in wirtschaftlichen Angelegenheiten weist über das angestammte Arbeitsgebiet der Betriebsräte hinaus (Regelungsmacht in innerbetrieblichen Angelegenheiten). Das Beteiligungsrecht weist vielmehr thematische Ähnlichkeiten mit Arbeitnehmerbeteiligungsrechten in unternehmerischen Angelegenheiten nach dem Drittelbeteiligungsgesetz oder dem Mitbestimmungsgesetz auf. Aufgrund dieser Besonderheit wird der Gesprächspartner des Betriebsrats im Gesetz hier als Unternehmer und nicht als Arbeitgeber wie im übrigen Betriebsverfassungsrecht bezeichnet.

## Begriff und Zweck
Der Interessenausgleich im Sinne von § 112 BetrVG ist das Einvernehmen zwischen dem Unternehmer und dem Betriebsrat über Art und Ausmaß einer vom Unternehmer gewollten Betriebsänderung. Eine Betriebsänderung ist dann mitbestimmungspflichtig, wenn die Funktionsweise des Betriebs sich grundlegend ändern wird und ein Betriebsrat existiert. Es müssen mehr als 20 wahlberechtigte Arbeitnehmer im Betrieb vorhanden sein. Zusätzlich müssen mindestens 5–10 % der Mitarbeiter von den Veränderungen betroffen sein. Betriebsänderungen haben im Regelfall negative Auswirkungen auf die Belegschaft. Durch den Interessenausgleich hat der Betriebsrat eine Einflussmöglichkeit auf die Willensbildung des Unternehmers, die er im Interesse der möglichen Gewinner wie zum Schutz der möglichen Verlierer einer Betriebsänderung ausnutzen soll. In diesem Sinne könnte ein Interessenausgleich auch bis zur gänzlichen Verhinderung jedweder aktueller wirtschaftlicher Nachteile führen, wenn nämlich der Unternehmer überzeugt wird, die Betriebsänderung gänzlich zu unterlassen.
Der Interessenausgleich steht in enger Beziehung zum Sozialplan, denn wenn der Arbeitgeber eine beteiligungspflichtige Betriebsänderung plant, löst das beide Beteiligungsrechte gleichzeitig aus (§ 112 BetrVG). In ihrer Zielrichtung unterscheiden sich beide Beteiligungsrechte jedoch grundlegend. Während der Interessenausgleich Art und Ausmaß der betrieblichen Einschnitte definiert, regelt der Sozialplan Art und Ausmaß der Entschädigung der Arbeitnehmer, die durch die Betriebsänderung ihren Arbeitsplatz verlieren oder die ihn nur unter verschlechterten Bedingungen behalten können.

## Beteiligung des Betriebsrats
Während der Sozialplan (zu den Ausnahmen vergleiche hier) im Zweifel von der Einigungsstelle auch gegen den erklärten Willen des Arbeitgebers erlassen werden kann, kann der Abschluss eines Interessenausgleichs nicht erzwungen werden. Allerdings muss der Arbeitgeber mit dem Betriebsrat „ernsthaft“ verhandeln, was nach ständiger Rechtsprechung auch beinhaltet, die Einigungsstelle zumindest anzurufen. Tut er dies nicht, wird dem Betriebsrat von vielen Arbeits- und Landesarbeitsgerichten ein per einstweiliger Verfügung durchsetzbarer Anspruch auf Unterlassung der Betriebsänderung zuerkannt. Auf den Arbeitgeber wird darüber hinaus wirtschaftlicher Druck ausgeübt, weil er Abfindungsansprüche befürchten muss, wenn er eine Betriebsänderung durchführt, „ohne … versucht zu haben“ (§ 113 Abs. 3 BetrVG) mit dem Betriebsrat ein Einvernehmen durch Interessenausgleich zu erzielen (so genannter Nachteilsausgleich im Sinne von § 113 BetrVG).

## Verbindlichkeit
Der Interessenausgleich ist schriftlich niederzulegen und vom Unternehmer und Betriebsrat zu unterschreiben, § 112 Abs. 1 BetrVG. Der Interessenausgleich ist nach Auffassung der Rechtsprechung kein Vertrag, der Rechte und Pflichten regelt und an den sich beide Seiten halten müssen. Vielmehr wird der Arbeitgeber für berechtigt gehalten, abweichend von dem Interessenausgleich eine weitergehende Betriebsänderung durchzuführen und beispielsweise mehr Arbeitnehmer zu entlassen, als ursprünglich mit dem Betriebsrat verabredet. Auch hier wird er nur indirekt über drohende wirtschaftliche Nachteile angehalten, bei dem ausgehandelten Interessenausgleich zu bleiben. Denn die Arbeitnehmer, die dadurch wirtschaftliche Nachteile erleiden, dass der Arbeitgeber über einen ausgehandelten Interessenausgleich hinaus Veränderungen durchführt, können einen gesetzlichen Anspruch auf Abfindung in Form des Nachteilsausgleiches nach § 113 Abs. 1 BetrVG haben.
Diese Unverbindlichkeit des Interessenausgleichs wird häufig als unbefriedigend angesehen. Das Betriebsverfassungsgesetz klärt die Frage nicht. Da in § 112 Abs. 1 Satz 3 BetrVG nur für den Sozialplan ausdrücklich geregelt ist, dass er eine Betriebsvereinbarung und damit verbindlich ist (vgl. § 77 Abs. 4 BetrVG), geht man allgemein davon aus, dass der Interessenausgleich nach dem Willen des Gesetzgebers keine Betriebsvereinbarung darstellen soll. Aus Verlegenheit formuliert man, der Interessenausgleich sei eine kollektive Vereinbarung „eigener Art“ (auch: sui generis). Die Folge davon ist, dass der Betriebsrat keine Möglichkeit hat, seine Einhaltung zu erzwingen. Eine Ausweichstrategie von Betriebsräten ist es, den Interessenausgleich ausdrücklich als Betriebsvereinbarung im Sinne von § 77 BetrVG abzuschließen.

## Abgrenzung zum Sozialplan
In der betrieblichen Praxis werden Sozialplan und Interessenausgleich häufig nicht sauber getrennt. Unter der Überschrift Sozialplan werden Regelungen verabredet, die rechtlich betrachtet eigentlich zum Interessenausgleich gehören, oder die Betriebsparteien nennen ihr Dokument Interessenausgleich und regeln darin Abfindungen für die „Verlierer“ des Interessenausgleichs, was eine typische Regelung aus einem Sozialplan wäre. Das ist an sich unschädlich. Nur dann, wenn Streit über die Verbindlichkeit der Verabredungen entsteht, muss rechtlich bewertet werden, ob einzelne Regelungen zum Thema Interessenausgleich oder zum Thema Sozialplan gehören. Für die Bewertung der Regelungen kommt es jedenfalls nicht auf die Wortwahl der Betriebsparteien an. Entscheidend ist allein die Art bzw. das Thema der getroffenen Regelung. Geht es um die Ausgestaltung der betrieblichen Veränderung (Was soll sich verändern? Wann soll die Veränderung stattfinden? Über welche Zwischenschritte soll das Ziel erreicht werden?) handelt es sich um eine Regelung des Interessenausgleichs. Geht es um die Entschädigung der „Verlierer“ all der geplanten Veränderungen, handelt es sich um eine Sozialplanregelung.
Diese Abgrenzung der beiden Instrumente ist vom Ansatz her klar und auch einleuchtend. Es gibt aber Grenzfälle, bei denen man sich über die richtige Einordnung der verabredeten Maßnahme streiten kann. Nach der Rechtsprechung des Bundesarbeitsgerichts gilt der Grundsatz, was Gegenstand eines Interessenausgleichs ist, kann nicht Gegenstand eines Sozialplans sein; beide Regelungsinstrumente schließen sich strikt aus. Diese Rechtsregel kann man auch umgangssprachlich ausdrücken: Alle verabredeten Regelungen zu Art und Ausmaß der Betriebsänderung (Ob? Wann? Wie?) gehören zum Interessenausgleich und sind daher letztlich unverbindlich.

## Inhalt eines Interessenausgleichs
Typische Inhalte, die in einen Interessenausgleich aufgenommen werden können, sind etwa
- Festlegung der Termine für Entlassungen
- Freistellungen bei Betriebsstilllegung
- Regelungen zur Kurzarbeit
- Regelungen zur Umschulung und Qualifizierung, Schaffung einer betriebsorganisatorisch eigenständigen Einheit
- Auswahlrichtlinien für Versetzung und Entlassung
- Namensliste der zu kündigenden Mitarbeiter.

## Das Beteiligungsverfahren
Das Beteiligungsverfahren beginnt mit innerbetrieblichen Verhandlungen. Scheitern diese, kann zur Vermittlung der Vorstand der Bundesagentur für Arbeit beigezogen werden. Außerdem kann die Einigungsstelle angerufen werden.

### Innerbetrieblicher Einigungsversuch
Das Beteiligungsverfahren beim Interessenausgleich beginnt mit der Unterrichtung des Betriebsrats durch den Unternehmer über seine Pläne zur Veränderung des Betriebes. Die Unterrichtung muss rechtzeitig erfolgen und der Unternehmer muss seine Pläne vollständig darstellen (§ 111 BetrVG). Außerdem muss der Unternehmer den Betriebsrat zu Beratungen über die geplanten Veränderungen auffordern; tut er dies nicht, kann der Betriebsrat selbstverständlich auch von sich aus auf Verhandlungen drängen. Der Betriebsrat kann auf Grund einer Gesetzesänderung aus dem Jahre 2001 in Unternehmen mit mehr als 300 Arbeitnehmern zu diesen Verhandlungen einen externen (honorarberechtigten) Berater hinzuziehen (§ 111 Satz 2 BetrVG).

### Nach dem Scheitern einer innerbetrieblichen Einigung
Wenn innerbetrieblich keine Einigung zustande kommt, können entweder der Betriebsrat oder der Unternehmer den Vorstand der Bundesagentur für Arbeit um Vermittlung bitten. Ist auch dies erfolglos oder wird es gar nicht erst versucht, kann (muss) die Einigungsstelle angerufen werden. Wenn es auch hier zu keiner Einigung kommt, sind die Verhandlungen endgültig gescheitert und der Arbeitgeber kann die beabsichtigte Betriebsänderung umsetzen ohne die gesetzlichen Abfindungsansprüche der Verlierer der Betriebsänderung im Rahmen des Nachteilsausgleichs nach § 113 Abs. 1 BetrVG befürchten zu müssen. Will der Arbeitgeber die Abfindungsansprüche im Rahmen des Nachteilsausgleichs nach § 113 Abs. 1 BetrVG endgültig verhindern, ist er nach der Rechtsprechung des BAG gezwungen, die Einigungsstelle anzurufen. Man sagt, bevor nicht der Vorsitzende der Einigungsstelle das Scheitern der Einigungsbemühungen festgestellt habe, habe der Arbeitgeber noch nicht (ausreichend) versucht, ein Einvernehmen über Art und Ausmaß der Betriebsänderung herbeizuführen.

### Betriebsänderungen vor Abschluss der Verhandlungen
Im Gesetz ist nicht ausdrücklich geregelt, welche Rechte dem Betriebsrat zustehen, wenn der Arbeitgeber mit der Verwirklichung einer Betriebsänderung beginnt, noch bevor die Verhandlungen mit dem Betriebsrat über den Interessenausgleich abgeschlossen sind.
Beispiel:
Der Unternehmer will einen seiner Betriebe schließen, da sein Hauptkunde jetzt bei der Konkurrenz einkauft, und der Unternehmer daher befürchtet, er werde auf seinen Produkten sitzen bleiben und müsse diese vielleicht gar noch teuer entsorgen. Der Betriebsrat will das nicht glauben. Erst wird ein Berater eingeschaltet, danach fordert der Betriebsrat noch ein betriebswirtschaftliches Gutachten zur Preisgestaltung des Unternehmers; dadurch gehen mehrere Wochen ins Land, ohne dass Verhandlungsfortschritte erkennbar sind. Der Unternehmer sieht nur noch seine Kosten davonlaufen und greift zur Notbremse: Er will die Produktion sofort einstellen und die Produktionsmaschinen an seinen Konkurrenten verkaufen, weil er sich sicher ist, dass die Einigungsstelle, die inzwischen ebenfalls angerufen ist, letztlich auch zu keinem anderen Ergebnis kommen könnte. Der Betriebsrat bekommt Wind von diesem Plan und möchte seine Umsetzung gerichtlich verhindern.
In solchen und ähnlichen Situationen kann der Betriebsrat den Erlass einer einstweiligen Verfügung gegen den Unternehmer beim Arbeitsgericht beantragen, mit der dem Arbeitgeber verboten werden soll, Einzelmaßnahmen der geplanten Betriebsänderung umzusetzen, bevor die Verhandlungen mit dem Betriebsrat abgeschlossen sind. Bis heute gibt es keine einheitliche Rechtsprechung zu dieser Frage, einige Gerichte erlassen solche Verfügungen, andere lehnen sie regelmäßig ab. Wird dem Arbeitgeber die Umsetzung der Betriebsänderung gerichtlich untersagt, hat der Betriebsrat ein Faustpfand in der Hand, denn der Arbeitgeber ist gezwungen wirtschaftlich zu denken und zu handeln. Also wird er in einer solchen Situation eher geneigt sein, den Sozialplan finanziell ordentlich auszustatten, um so indirekt die Bereitschaft des Betriebsrats zur Zustimmung zum Interessenausgleich zu fördern, damit er endlich die aus seiner Sicht unabweisbaren Maßnahmen zur Kostenreduzierung durchführen kann.

## Interessenausgleich mit Namensliste
Wenn man den Gedanken des Interessenausgleichs konsequent bis zu Ende fortführt, kann das Einvernehmen zwischen Unternehmer und Betriebsrat sogar so ins Einzelne gehend ausformuliert werden, dass man sich nicht nur über die Anzahl, sondern auch ganz konkret über die Namen der Arbeitnehmer einigt, die zur Umsetzung der Betriebsänderung entlassen werden müssen. Dafür hat sich in der betrieblichen Praxis der Begriff „Interessenausgleich mit Namensliste“ eingebürgert. Inzwischen hat der Gesetzgeber diesen Begriff aufgegriffen und in § 1 Abs. 5 KSchG vorgesehen, dass für eine betriebsbedingte Kündigung, die auf einen Interessenausgleich mit Namensliste zurückgeht, – umgangssprachlich formuliert – die Vermutung der Richtigkeit gilt. Wenn der gekündigte Arbeitnehmer seinen Kündigungsschutzprozess dennoch gewinnen will, muss er zunächst diese Vermutung widerlegen, was ihm schon wegen seiner Informationsdefizite über die Hintergründe der Betriebsänderung in aller Regel nicht gelingen wird.
Aus der Sicht des Arbeitgebers werden damit die wirtschaftlichen Kosten einer Betriebsänderung besser kalkulierbar. Das ist ein Grund, weshalb der „Interessenausgleich mit Namensliste“ in der betrieblichen Praxis inzwischen sehr häufig vorkommt.

## Besonderheiten bei Tendenzbetrieben
In Tendenzbetrieben ist der Abschluss eines Interessenausgleichs ausgeschlossen. Das ergibt sich aus § 118 Abs. 1 Satz 3 BetrVG. In Tendenzbetrieben beschränkt sich das Beteiligungsrecht des Betriebsrats bei Betriebsänderungen auf die Vereinbarung eines Sozialplans.